# Isoplexis sceptrum
Isoplexis sceptrum — вид рослин з родини подорожникові (Plantaginaceae), ендемік Мадейри.

## Опис
Цей вид — це кущ, який може виростати до 4 м у висоту. Листки довжиною 10–40 см. Суцвіття щільні, прямі, до 40 см довжиною. Квіти трубчасті, апельсинового забарвлення з темним малюнком. Цвіте з червня по серпень.

## Поширення
Ендемік Мадейри (північ о. Мадейра).
Обмежується галявинами в лаврових лісах і може бути знайдений біля струмків і на крутих схилах у хмарній зоні, від 600 до 1200 м н.р.м..

## Використання
Це популярна декоративна рослина, хоча її важко вирощувати.

## Загрози та охорона
Загрозами є інвазивні види (Cytisus scoparius, Acacia mearnsii), а також зміни у водозбірній площі, які змінюють середовище існування.
Відомо про присутність у 28 ботанічних садах світу. Населення знаходиться в Природному парку Мадейри, в об'єкті Всесвітньої спадщини ЮНЕСКО та в пріоритетному місці мережі Natura 2000..

## Галерея

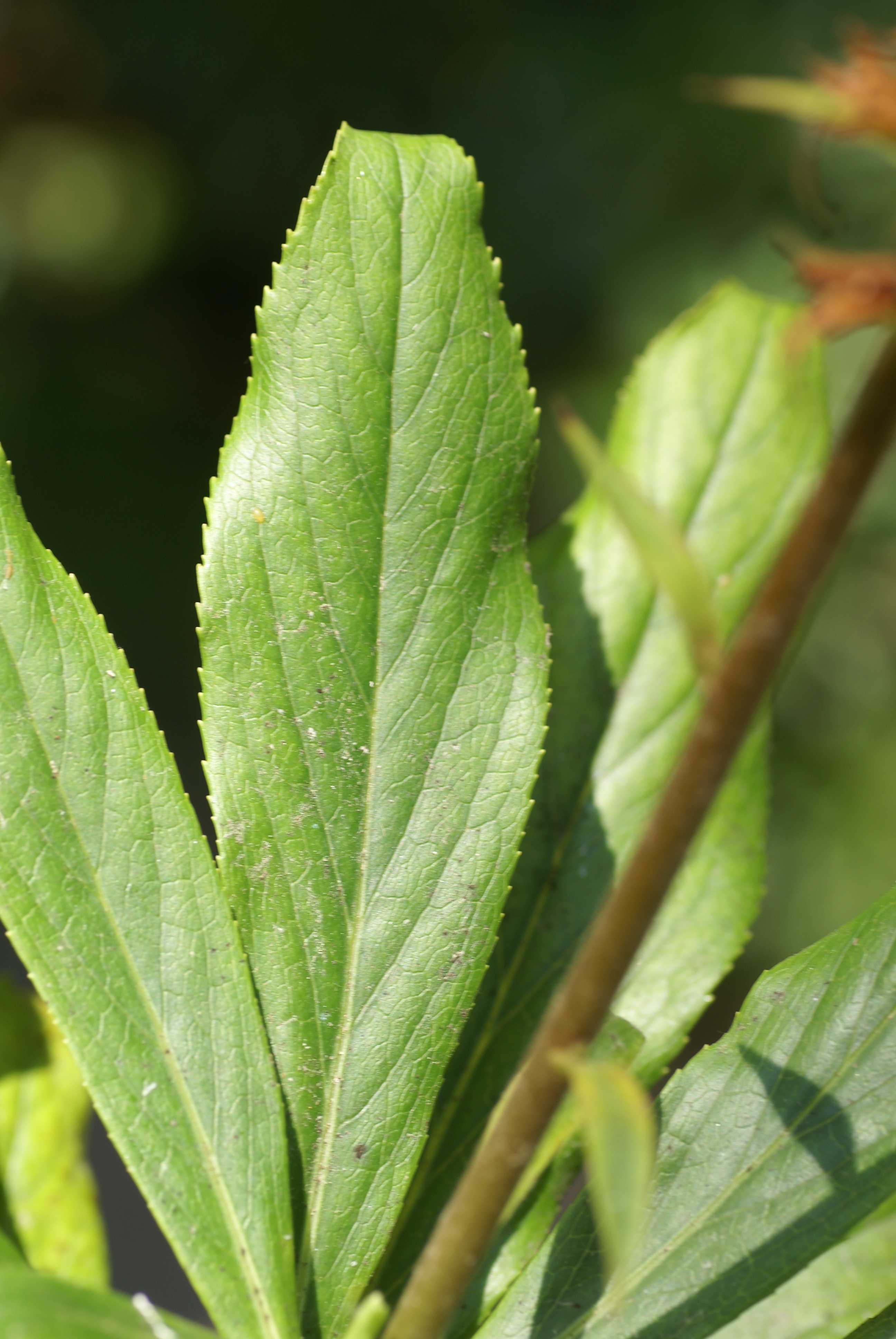
листя
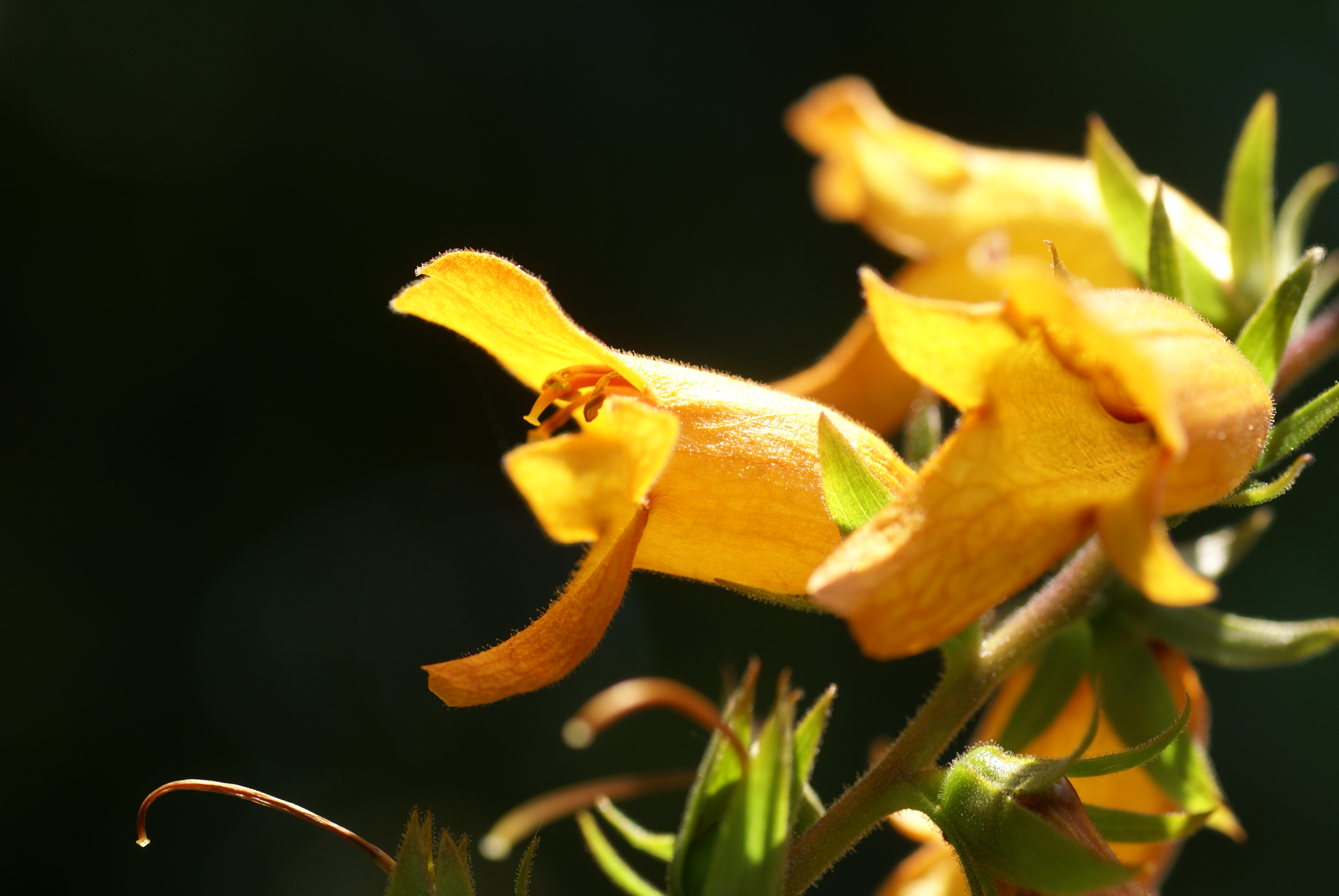
квіти
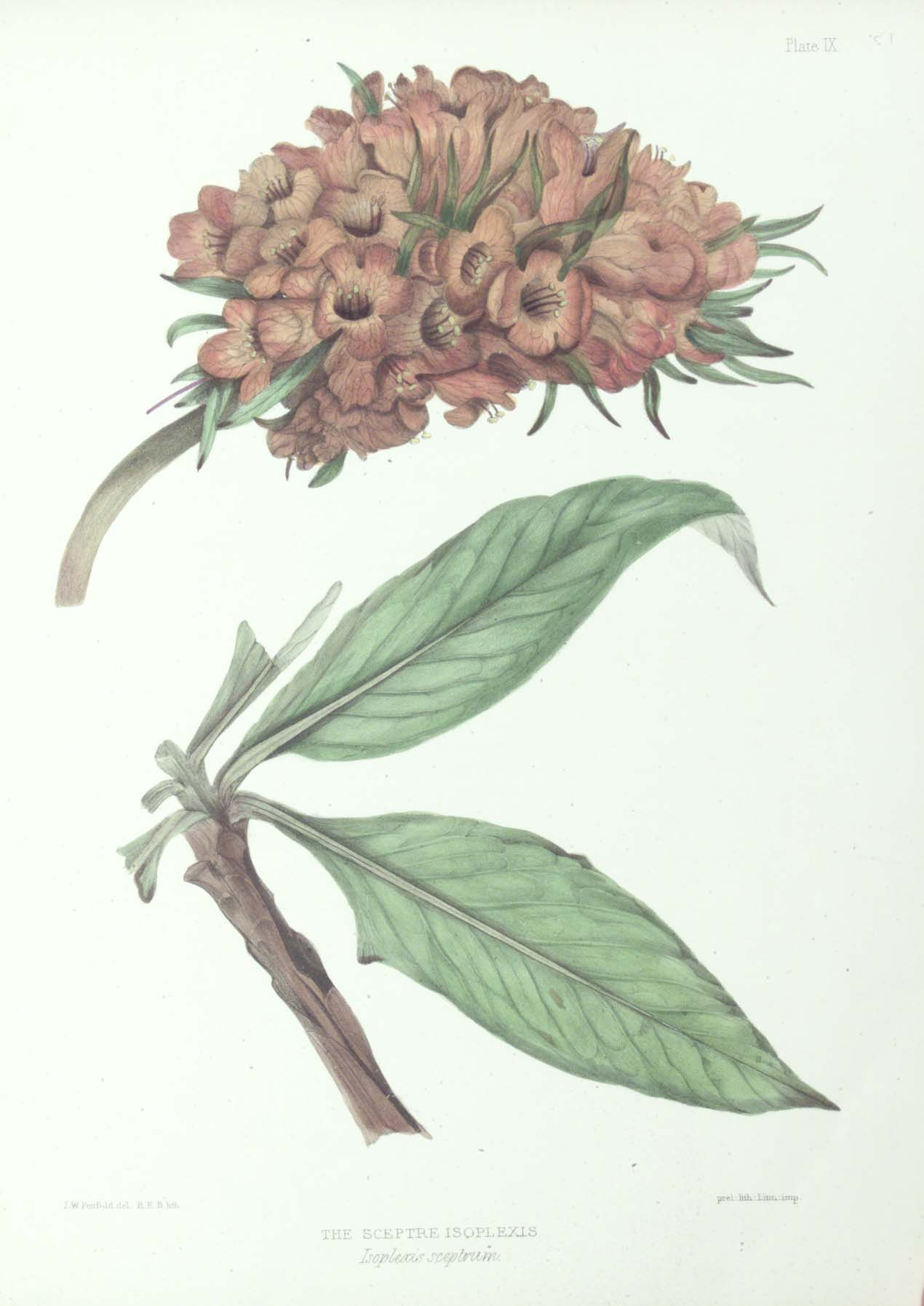
ілюстрація